# Brno-vidéki járás

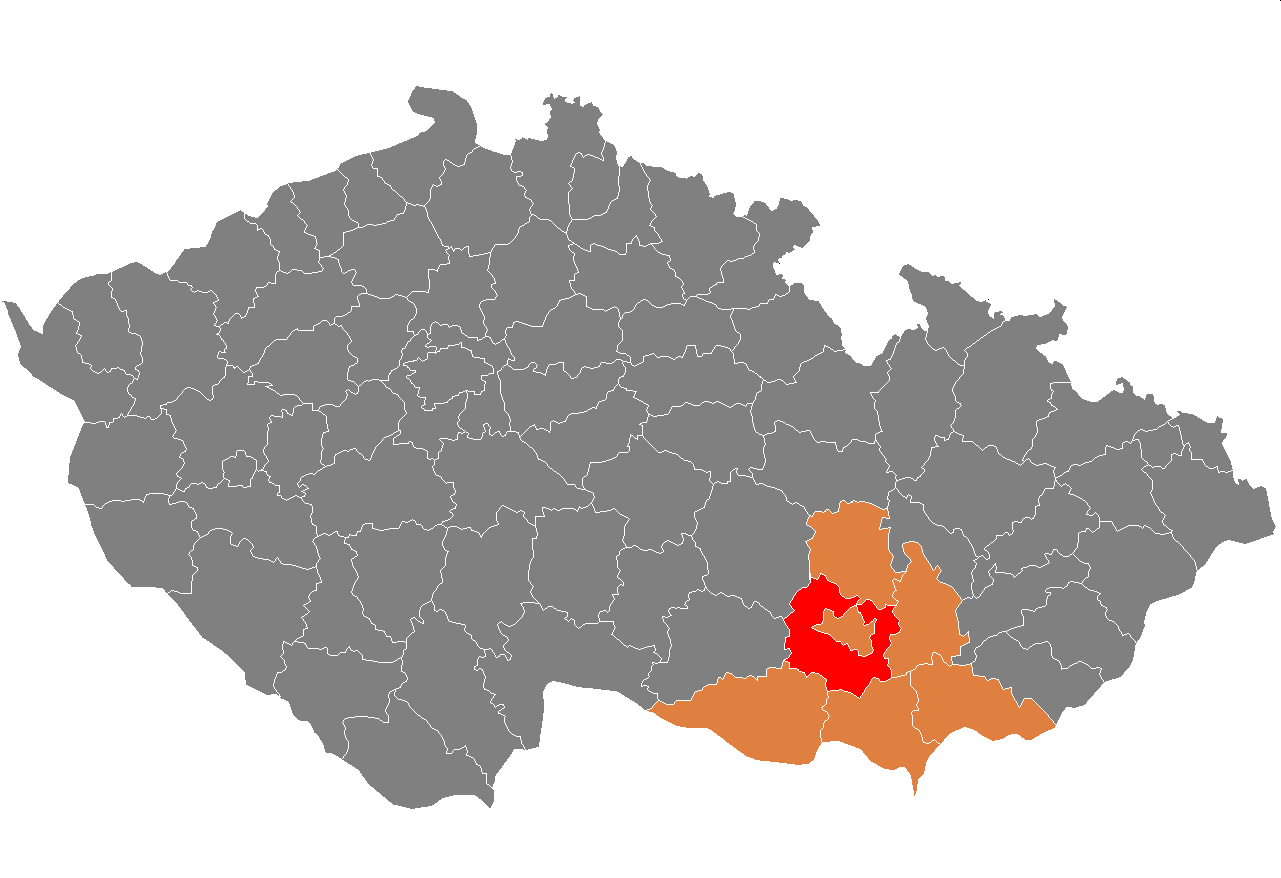
A Brno-vidéki járás

A Brno-vidéki járás (csehül: Okres Brno-venkov) közigazgatási egység Csehország Dél-morvaországi kerületében. Székhelye Brno. Lakosainak száma 203 408 fő (2009). Területe 1498,95 km².

## Városai, mezővárosai és községei
A városok félkövér, a mezővárosok dőlt, a községek álló betűkkel szerepelnek a felsorolásban.
Babice nad Svitavou •
Babice u Rosic •
Běleč •
Bílovice nad Svitavou •
Biskoupky •
Blažovice •
Blučina •
Borač •
Borovník •
Braníškov •
Branišovice •
Bratčice •
Březina •
Březina u Tišnova •
Brumov •
Bukovice •
Čebín •
Černvír •
Česká •
Chudčice •
Čučice •
Cvrčovice •
Deblín •
Dolní Kounice •
Dolní Loučky •
Domašov •
Doubravník •
Drahonín •
Drásov •
Hajany •
Heroltice •
Hlína •
Hluboké Dvory •
Holasice •
Horní Loučky •
Hostěnice •
Hradčany •
Hrušovany u Brna •
Hvozdec •
Ivaň •
Ivančice •
Javůrek •
Jinačovice •
Jiříkovice •
Kaly •
Kanice •
Katov •
Ketkovice •
Kobylnice •
Kovalovice •
Kratochvilka •
Křižínkov •
Kupařovice •
Kuřim •
Kuřimská Nová Ves •
Kuřimské Jestřabí •
Lažánky •
Ledce •
Lelekovice •
Lesní Hluboké •
Litostrov •
Loděnice •
Lomnice •
Lomnička •
Lubné •
Lukovany •
Malešovice •
Malhostovice •
Maršov •
Medlov •
Mělčany •
Měnín •
Modřice •
Mokrá-Horákov •
Moravany •
Moravské Bránice •
Moravské Knínice •
Moutnice •
Nebovidy •
Nedvědice •
Nelepeč-Žernůvka •
Němčičky •
Neslovice •
Nesvačilka •
Níhov •
Nosislav •
Nová Ves •
Nové Bránice •
Ochoz u Brna •
Ochoz u Tišnova •
Odrovice •
Olší •
Omice •
Opatovice •
Ořechov •
Osiky •
Oslavany •
Ostopovice •
Ostrovačice •
Otmarov •
Pasohlávky •
Pernštejnské Jestřabí •
Podolí •
Pohořelice •
Ponětovice •
Popovice •
Popůvky •
Pozořice •
Prace •
Pravlov •
Předklášteří •
Přibice •
Příbram na Moravě •
Přibyslavice •
Přísnotice •
Prštice •
Radostice •
Rajhrad •
Rajhradice •
Rašov •
Rebešovice •
Říčany •
Říčky •
Řícmanice •
Řikonín •
Rohozec •
Rojetín •
Rosice •
Rozdrojovice •
Rudka •
Senorady •
Sentice •
Šerkovice •
Silůvky •
Sivice •
Skalička •
Skryje •
Šlapanice •
Sobotovice •
Sokolnice •
Stanoviště •
Štěpánovice •
Střelice •
Strhaře •
Šumice •
Svatoslav •
Synalov •
Syrovice •
Telnice •
Těšany •
Tetčice •
Tišnov •
Tišnovská Nová Ves •
Trboušany •
Troskotovice •
Troubsko •
Tvarožná •
Újezd u Brna •
Újezd u Rosic •
Újezd u Tišnova •
Unín •
Unkovice •
Úsuší •
Velatice •
Veverská Bítýška •
Veverské Knínice •
Viničné Šumice •
Vlasatice •
Vohančice •
Vojkovice •
Vranov •
Vranovice •
Vratislávka •
Všechovice •
Vysoké Popovice •
Žabčice •
Zakřany •
Zálesná Zhoř •
Zastávka •
Žatčany •
Zbraslav •
Zbýšov •
Žďárec •
Želešice •
Železné •
Zhoř •
Židlochovice

## Fordítás
- Ez a szócikk részben vagy egészben  a   Brno-Country District District című angol Wikipédia-szócikk ezen változatának fordításán alapul.  Az eredeti cikk szerkesztőit annak laptörténete sorolja fel. Ez a jelzés csupán a megfogalmazás eredetét és a szerzői jogokat jelzi, nem szolgál a cikkben szereplő információk forrásmegjelöléseként.
- Ez a szócikk részben vagy egészben  az   Okres Brno-venkov című cseh Wikipédia-szócikk ezen változatának fordításán alapul.  Az eredeti cikk szerkesztőit annak laptörténete sorolja fel. Ez a jelzés csupán a megfogalmazás eredetét és a szerzői jogokat jelzi, nem szolgál a cikkben szereplő információk forrásmegjelöléseként.